# Ananda Mahidol
Phra Bat Somdet Phra Poramentharamaha Ananda Mahidol Phra Atthamaramathibodin (thailandese: อานันทมหิดล; Heidelberg, 20 settembre 1925 – Bangkok, 9 giugno 1946) fu re del Siam e di Thailandia, ottavo sovrano della dinastia Chakri. Durante il suo regno, i militari nazionalisti cambiarono il nome del Paese da Siam a Thailandia il 24 giugno 1939, per sottolineare che era lo Stato dell'etnia thai. Riprese il nome Siam alla fine del 1945 con l'uscita di scena dei militari dopo la sconfitta nella seconda guerra mondiale..

## Biografia

### Primi anni
Il principe Mom Chao Ananda Mahidol Mahidol (หม่อมเจ้า อานันทมหิดล มหิดล) nacque a Heidelberg, in Germania. Il titolo Mom Chao spetta ai membri della casa reale imparentati con persone che non hanno sangue reale, come la madre Sangwa, che da bambina aveva prestato servizio al palazzo reale. Era il primo figlio maschio del principe di Songkhla Mahidol Adulyadej (figlio del re Chulalongkorn Rama V) e della moglie Sangwal, che risiedevano in quella città per motivi di studio. Il re Vajiravudh (Rama VI), fratellastro maggiore di Mahidol Adulyadej, inviò un telegramma il 13 ottobre 1925 per chiedere che il bambino venisse chiamato "Ananda Mahidol", letteralmente "la gioia dei Mahidol".
Il piccolo Ananda Mahidol seguì i genitori prima a Parigi, poi a Losanna e infine nel Massachusetts. Nel 1927, il nuovo re Prajadhipok (Rama VII), fratello minore del defunto Rama VI, lo elevò al rango di principe reale (Phra Worawong Ther Phra Ong Chao) insieme alla sorella maggiore Galyani Vadhana e al fratello minore Bhumibol Adulyadej.
La famiglia tornò in Siam nel 1928 quando Mahidol Adulyadej terminò gli studi all'Università di Harvard. Il re Prajadhipok non aveva eredi che potessero accedere alla corona, pertanto Mahidol Adulyadej era l'erede al trono del Siam e, quando questi morì il 24 settembre 1929 a soli 37 anni, Ananda Mahidol divenne erede al trono.
Il colpo di Stato conosciuto come rivoluzione siamese del 1932 costrinse re Prajadhipok a concedere la costituzione e un parlamento, ponendo fine alla monarchia assoluta e instaurando la monarchia costituzionale. Il potere finì nelle mani dei militari e sia il re che i membri della famiglia reale furono costretti a un ruolo di secondo piano nella vita politica. Nei tre anni seguenti i continui contrasti tra i politici e il re portarono a voci sempre più insistenti riguardanti la possibile abdicazione del sovrano. In questo periodo molti membri della famiglia reale si rifugiarono all'estero e la madre di Ananda Mahidol, Sangwal, scelse nel 1933 di trasferirsi nuovamente a Losanna, in Svizzera.

### Successione
Nel 1935, quando l'abdicazione del re sembrava imminente, Sangwal fu contattata dai membri del governo e accettò che il figlio diventasse il futuro re del Siam. Il 2 marzo 1935 Prajadhipok abdicò in una situazione dinastica particolarmente complessa; non aveva figli e la legge di successione proclamata nel 1924 stabiliva che in assenza di discendenti diretti il trono doveva passare al più grande dei fratelli del re. Restringendo però la scelta ai fratelli che condividevano anche la madre con il defunto sovrano, solo in assenza di questi si poteva passare ai fratellastri avuti da madri diverse.
I problemi dinastici nascevano dal fatto che Prajadhipok era anche l'ultimo dei figli avuti dal re Rama V con la regina consorte Saovabha Bongsri, pertanto il trono doveva passare ai figli della sposa di rango immediatamente inferiore. Il governo decise che la sposa di rango immediatamente inferiore era la regina Savang Vadhana. Il primo figlio Vajirunhis era morto a 17 anni senza eredi nel 1895, il principe Isariyalongkorn visse meno di un mese nel 1879, il principe Nakhon Si Thammarat si era spento nel 1899 a 17 anni anch'egli senza eredi e infine il principe Mahidol Adulyadej era deceduto nel 1929, con una figlia femmina (ineleggibile al trono) e i due figli maschi Ananda Mahidol e Bhumibol Adulyadej.
Grazie a questa lunga serie di circostanze e nonostante la parentela non del tutto prossima, il giovane Ananda Mahidol si ritrovò ad essere il primo nella linea di successione al trono. Un altro pretendente al trono poteva essere il principe Chulachakrapongse, figlio di un'altra sposa del re che alcuni ritenevano essere la vera seconda sposa di Rama V, tuttavia per il governo era particolarmente comodo il fatto di avere un monarca bambino, oltretutto impegnato a studiare all'estero e pertanto il parlamento proclamò Ananda Mahidol nuovo re lo stesso giorno dell'abdicazione di Rama VII.

### Regno

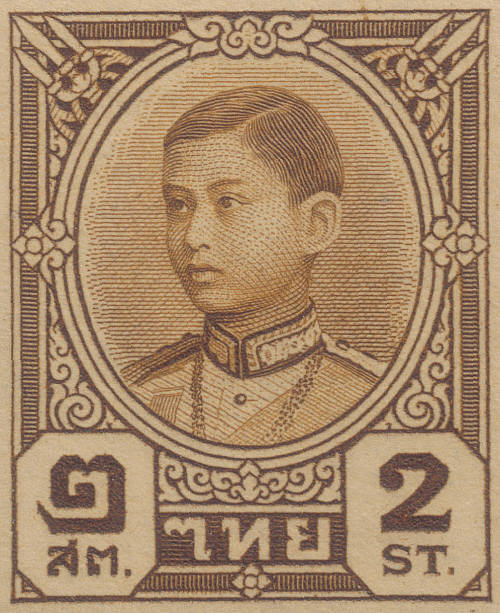
Il giovane Re ritratto in un francobollo

Quando fu eletto re, Ananda Mahidol aveva nove anni e viveva in Svizzera; il parlamento nominò quindi suoi reggenti il colonnello principe Anuwatjaturong, il capitano di corvetta principe Athitaya Dibhabha e il membro dell'aristocrazia Yommaraj (Pun Sukhum).
Nel 1938, all'età di 13 anni, Ananda Mahidol visitò il Siam per la prima volta nelle vesti di re, accompagnato dalla madre e dal fratello minore Bhumibol Adulyadej. Il feldmaresciallo Plaek Pibulsonggram era primo ministro in quel periodo (e lo fu per quasi tutto il regno di Ananda Mahidol) e governava il paese in modo dittatoriale. Nel 1939 Pibulsonggram cambiò il nome del regno da Siam a Thailandia. Nel 1941, con l'aiuto dei giapponesi, sconfisse nella guerra franco-thailandese i colonialisti della Francia di Vichy, ottenendo il controllo di vaste zone laotiane e cambogiane cedute ai francesi negli anni a cavallo tra il XIX ed il XX secolo da Rama V.

### Seconda guerra mondiale
L'8 dicembre 1941 gli eserciti giapponesi invasero la Thailandia. Ananda Mahidol viveva sempre in Svizzera in quel periodo e alla sua reggenza era stato confinato il civile e progressista Pridi Banomyong, conosciuto come il padre della democrazia nel Paese. Il 24 gennaio 1942, la Thailandia occupata divenne un alleato fantoccio del Giappone e delle potenze dell'Asse, dichiarando guerra agli Alleati.
Nel 1944 l'esercito giapponese era in grandi difficoltà e diventava sempre più evidente che avrebbe perso la guerra. Bangkok fu bombardata dagli Alleati e il regime di Plaek Pibulsonggram divenne estremamente impopolare. In luglio Pibulsonggram perse il potere e il conservatore Khuang Aphaiwong divenne primo ministro. Il 15 agosto 1945 i giapponesi si ritirarono e la Thailandia, grazie al movimento di liberazione Seri Thai fondato da Pridi in patria e da Seni Pramoj all'estero,  riuscì ad evitare una eccessiva punizione da parte degli Alleati. Il reggente Pridi non aveva avallato la dichiarazione di guerra e Pridi, allora ambasciatore negli USA, non l'aveva consegnata agli americani.
Durante la guerra Ananda Mahidol continuò gli studi in Svizzera ed ottenne una laurea in legge. Verso la fine del 1945, con l'estromissione dei militari dalla vita politica, il Paese tornò a chiamarsi Siam.

### Dopo la guerra
Subito dopo la fine della seconda guerra mondiale, nel dicembre 1945 Ananda Mahidol fece ritorno in Thailandia. Nonostante la giovane età e l'inesperienza fu accolto trionfalmente della popolazione e si fece amare grazie anche alla sua gentilezza e disponibilità. I thai non avevano mai smesso di avere rispetto per la figura del re ed erano felici di riavere un sovrano fra loro.
Durante la breve permanenza nel Paese, contribuì a distendere le tensioni tra le etnie thai e cinese grazie a una sua visita nel quartiere cinese di Bangkok.

### Morte
Il 9 giugno 1946 il re fu trovato morto nella sua stanza nel Grande palazzo reale, appena quattro giorni prima del viaggio di ritorno in Svizzera, dove stava per terminare una specializzazione della sua laurea in legge. Il fratello minore Bhumibol Adulyadej gli succedette sul trono. Ananda Mahidol non fu mai incoronato ufficialmente ma il fratello minore gli diede ugualmente i titoli reali e tutti i diritti conseguenti.

#### Eventi del 9 giugno 1946
Keith Simpson, patologo del British Home Office e fondatore del dipartimento di medicina forense al Guy's Hospital di Londra, ha elaborato la seguente analisi forense riguardante la sequenza di avvenimenti della mattina del 9 giugno 1946:
- 6.00: Il re Ananda Mahidol fu svegliato nel suo letto dalla madre.
- 7.30: Il servo But Pathamasarin cominciò a preparare la colazione del sovrano sul balcone adiacente alla stanza del guardaroba del sovrano.
- 8.30: But Pathamasarin vide che il re era in piedi nella stanza del guardaroba e gli portò l'abituale succo d'arancia. Qualche minuto più tardi vide che il re era tornato a letto senza bere il succo.
- 9.00: Il principe Bhumibol Adulyadej andò a vistare il fratello e uscì. In seguito dichiarerà di averlo trovato mentre dormiva.
- 9.20: Il rumore di uno sparo viene avvertito nei dintorni della stanza del re. Il servo Chit Singhaseni corse immediatamente dentro la stanza del sovrano, poi corse immediatamente fuori e raggiunse l'appartamento della regina madre urlando "Il re si è sparato". La madre seguì Chit nella stanza del figlio e trovò il corpo che giaceva supino sanguinante da una ferita sulla testa.

#### Conseguenze
Lo stesso giorno fu annunciato dalla radio la morte del sovrano ipotizzando che si fosse accidentalmente ucciso mentre stava giocando con la sua pistola.
Subito dopo la morte, il Partito Democratico diffuse lo voce che dietro la morte del sovrano vi era Pridi Banomyong.
Nell'ottobre del 1946, una commissione d'inchiesta riferì che la morte del re non poteva essere casuale, ma che né il suicidio né l'omicidio erano adeguatamente provati.
Nel novembre del 1947 il feldmaresciallo Plaek Pibulsonggram organizzò un colpo di stato contro il governo eletto di Pridi, nominato dal leader del Partito Democratico Khuang Aphaiwong Primo ministro, e ordinò un processo. Il segretario personale del re Ananda, il senatore Chaleo Patoomros e i paggi But e Chit, vennero arrestati e accusati di aver cospirato per assassinare il re.
Il processo iniziò nell'agosto del 1948. Prima del dibattimento, Pibulsonggram ammise con l'ambasciatore americano Edwin Stanton che era dubbioso sul fatto che il processo avrebbe risolto il mistero della morte del re. La tesi dell'accusa fu sostenuta da 124 testimoni e a causa delle voluminose prove documentali i difensori chiesero un rinvio per avere più tempo per studiare i documenti. Quando questo venne rifiutato i difensori si dimisero e fu necessario trovare un nuovo collegio di difesa. Più tardi, due avvocati difensori vennero arrestati e accusati di tradimento. Dei restanti due, uno si dimise, lasciando solo un singolo giovane avvocato per la difesa, Fak Na Songkhla. Verso la fine del dibattimento si aggiunse la figlia di Chaleo Patoomros, da poco laureata.
Il lungo processo si concluse definitivamente nel maggio del 1951. Il tribunale stabilì che il re Ananda era stato assassinato ma che non era stata dimostrata la colpevolezza di Chaleo e che nessuno dei paggi avrebbe potuto sparare il colpo fatale. Tuttavia il collegio giudicante ritenne che il paggio Chit facesse parte del complotto. Le accuse contro Chaleo e But furono archiviate e i due vennero scarcerati.
Chit e l'accusa fecero appello. Dopo quindici mesi di deliberazioni, la Corte d'Appello respinse il ricorso di Chit e ritenne But colpevole.
Chit e But si appellarono alla Corte Suprema che dopo altri dieci mesi li ritenne colpevoli. Questa volta venne condannato pure Chaleo.
Nel febbraio del 1955 Chaleo Patoomros e i due paggi vennero giustiziati per ordine del governo di Pibulsonggram con l'accusa di cospirazione per uccidere il re. Re Bhumibol Adulyadej successivamente dichiarò che non credeva che i tre fossero colpevoli.
La morte del monarca è ancora considerata un mistero. Questo però non viene mai discusso apertamente in Thailandia anche se sono stati scritti numerosi libri. Tutte le persone note collegate alla vicenda sono decedute.

## Commemorazioni

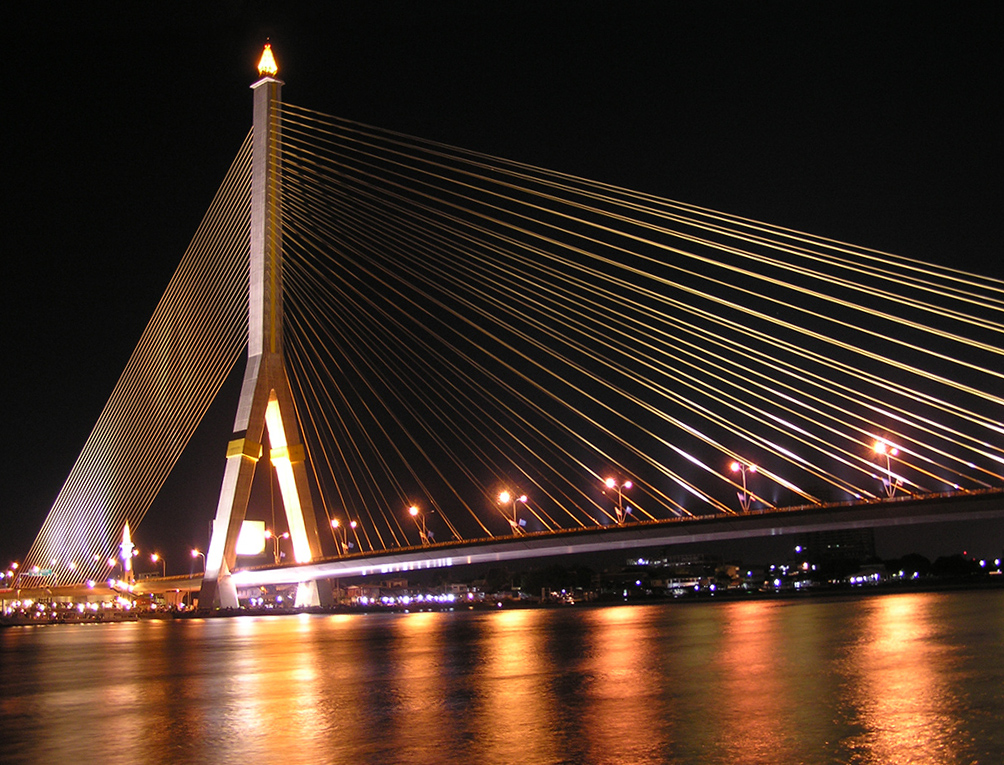
Ponte Rama VIII

- 1959: Inaugurata la statua di Ananda Mahidol, eretta a Wat Suthat, Bangkok, dal Re Bhumibol Adulyadej in onore del fratello.
- 2002: Inaugurato il Ponte Rama VIII lungo il Chao Phraya.
- 2003: Compare sul retro di una banconota da 20 baht
- 2018: La sua raffigurazione sul retro della banconota da 20 Baht viene spostata sul retro di quella da 500 Baht